# Gascoyne
Gascoyne és una població dels Estats Units a l'estat de Dakota del Nord. Segons el cens del 2000 tenia 23 habitants.

## Demografia
Segons el cens del 2000, Gascoyne tenia 23 habitants, 9 habitatges, i 8 famílies. La densitat de població era de 9 hab./km².
Dels 9 habitatges en un 22,2% hi vivien nens de menys de 18 anys, en un 66,7% hi vivien parelles casades, en un 11,1% dones solteres, i en un 11,1% no eren unitats familiars. En l'11,1% dels habitatges hi vivien persones soles l'11,1% de les quals corresponia a persones de 65 anys o més que vivien soles. El nombre mitjà de persones vivint en cada habitatge era de 2,56 i el nombre mitjà de persones que vivien en cada família era de 2,5.
Per edats la població es repartia de la següent manera: un 30,4% tenia menys de 18 anys, un 0% entre 18 i 24, un 8,7% entre 25 i 44, un 26,1% de 45 a 60 i un 34,8% 65 anys o més.
L'edat mediana era de 60 anys. Per cada 100 dones de 18 o més anys hi havia 128,6 homes.
La renda mediana per habitatge era de 23.750 $ i la renda mediana per família de 23.750 $. Els homes tenien una renda mediana de 27.500 $ mentre que les dones 13.750 $. La renda per capita de la població era de 10.206 $. Entorn del 18,2% de les famílies i el 30,3% de la població estaven per davall del llindar de pobresa.

## Poblacions més properes
El següent diagrama mostra les poblacions més properes.